# اسپاربانکن وست
اسپاربانکن وست (انگلیسی: Sparebanken Vest) شرکت خدمات مالی و بانکداری نروژی است، که در سال ۱۸۲۳ تأسیس شد.